# Pajiștile Sărmășel - Milaș - Urmeniș
Pajiștile Sărmășel - Milaș - Urmeniș este o arie protejată (sit de importanță comunitară — SCI) din România, desemnată în scopul protejării biodiversității și menținerii într-o stare de conservare favorabilă a florei spontane și faunei sălbatice, precum și a habitatelor naturale de interes comunitar aflate în arealul zonei de protecție. Aceasta este situată în centrul Transilvaniei, pe teritoriile județelor Bistrița-Năsăud, Cluj și Mureș.

## Localizare
Aria naturală se întinde pe teritoriul sud-vestic al județului Bistrița-Năsăud (comunele Budești, Milaș, Silivașu de Câmpie și Urmeniș), pe cel estic al județului Cluj (comunele Cămărașu și Cătina) și pe cel nord-vestic al județului Mureș (orașul  Sărmașu și comunele Cozma, Crăiești, Râciu, Sânpetru de Câmpie). Aria protejată Pajiștile Sărmășel - Milaș - Urmeniș este străbătută de DN16, care leagă municipiul Cluj-Napoca de Reghin.

## Înființare
Zona a fost declarată sit de importanță comunitară prin Ordinul Ministerului Mediului și Dezvoltării Durabile Nr.1964 din 13 decembrie 2007 (privind instituirea regimului de arie naturală protejată a siturilor de importanță comunitară, ca parte integrantă a rețelei ecologice europene Natura 2000 în România) și se întinde pe o suprafață de 1.127,1 hectare.

## Biodiversitate

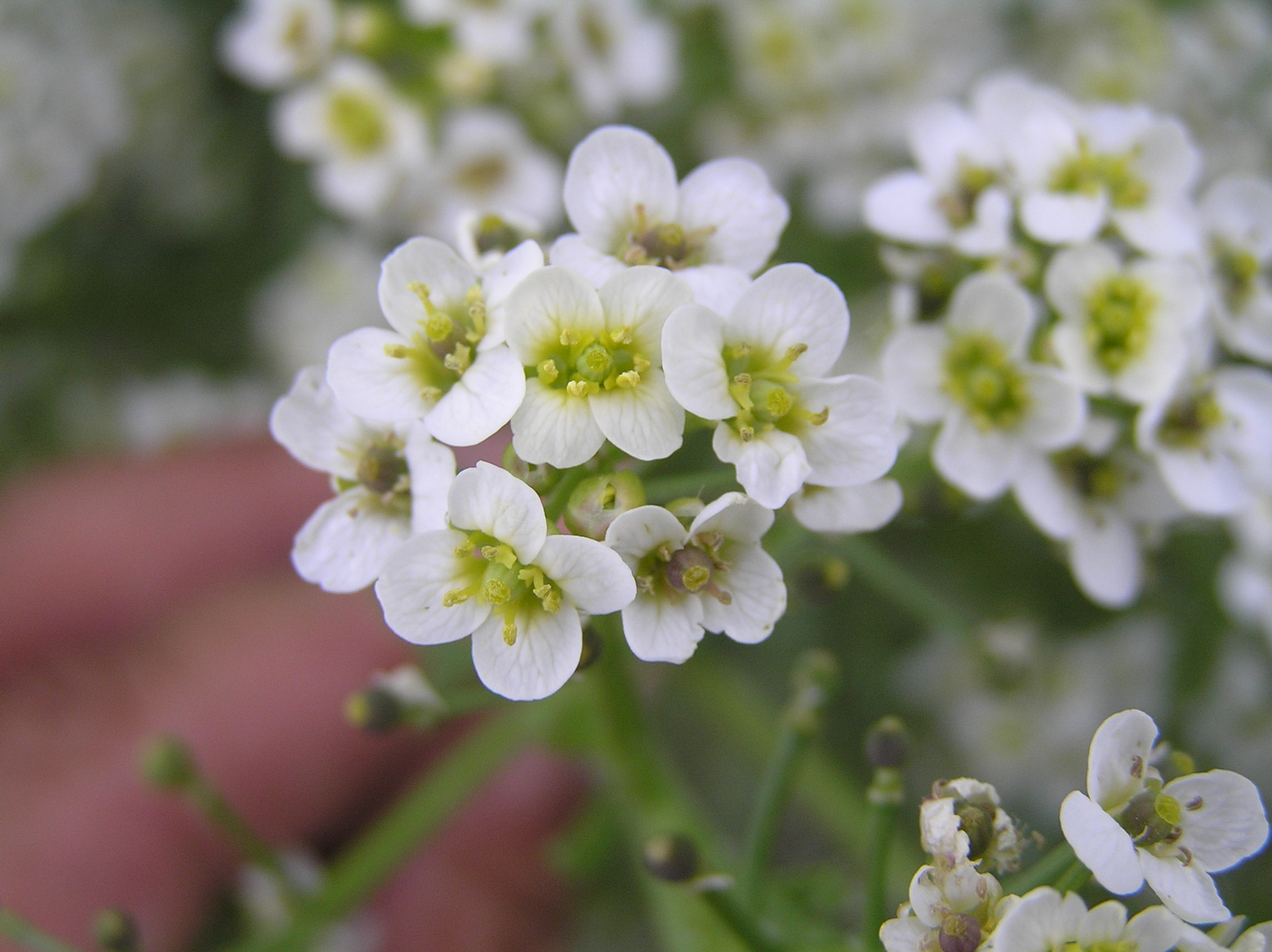
Târtan (Crambe tataria)

Situl reprezintă o zonă încadrată în bioregiune continentală aflată în Câmpia Transilvaniei; ce conservă habitate naturale de tip: Pajiști stepice subpanonice și Tufărișuri subcontinentale peri-panonice și protejază floră și faună rară.
La baza desemnării sitului se află câteva specii faunistice enumerate în anexa I-a a Directivei Consiliului European 92/43/CE din 21 mai 1992 (privind conservarea habitatelor naturale și a speciilor de faună și floră sălbatică), printre care: tritonul cu creastă (Triturus cristatus)), ivorașul-cu-burta-galbenă (Bombina variegata) și buhaiul de baltă cu burta roșie (Bombina bombina); toate aflate pe lista roșie a IUCN.
Printre plantele enumerate în aceeași anexă și semnalate în arealul sitului se află și două specii floristice protejate: capul-șarpelui (Echium russicum) și târtanul (Crambe tataria).

## Căi de acces
- Drumul național DN16 pe ruta: Cluj Napoca - Apahida - Căianu - Mociu - Cămărașu.

## Monumente și atracții turistice
În vecinătatea sitului se află numeroase obiective de interes istoric, cultural și turistic; astfel:

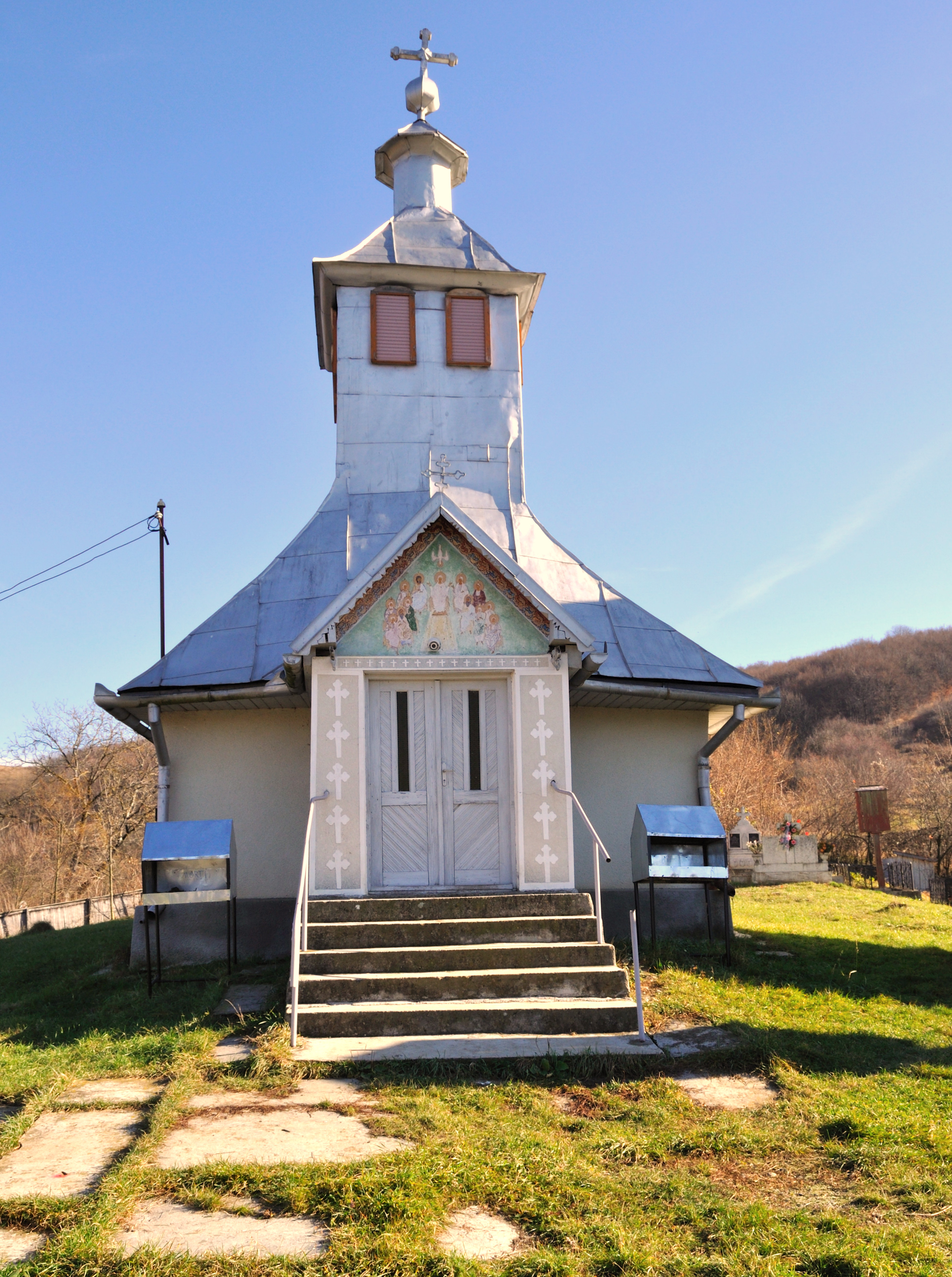
Biserica de lemn din Țăgșoru

- Biserica de lemn "Sf. Ioan Botezătorul" din satul Comlod, construcție secolul al XIX-lea, monument istoric.
- Biserica reformată din Comlod, construcție sec. XVI, XVII, monument istoric.
- Biserica reformată din satul Delureni, construcție 1500, înc. sec. XX, monument istoric.
- Biserica de lemn din Țăgșoru construită în secolul al XVI-lea.
- Ansamblul bisericii de lemn Sf. Arhangheli Mihail și Gavriil din Fânațele Silivașului (biserica de lemn și turnul-clopotniță), construcție sec. XV, 1791, 1870, monument istoric.
- Ansamblul bisericii din lemn "Sf. Cuv. Parascheva" din Silivașu de Câmpie (biserica de lemn și turnul-clopotniță), construcție sec. XVII, XIX, monument istoric.
- Ansamblul castelului Banffy din Urmeniș (castelul și grânarul), construcție sec. XVII, XIX, monument istoric.
- Biserica Reformată-Calvină din Cămărașu, Cluj, construcție secolul al XIII-lea, monument istoric.
- Biserica reformată din Feldioara, construcție sec. XV - XVI, monument istoric.
- Biserica romano-catolică "A Tuturor Sfinților" din Cătina, construcție 1796, monument istoric.
- Biserica de lemn "Sf. Arhanghel Mihail și Gavriil" din Sărmașu, construcție secolul al XIX-lea, monument istoric.
- Ansamblul bisericii "Sf. Arhangheli" din Cozma (biserica și cimitirul), construcție sec. XIV - XIX, monument istoric.
- Biserica de lemn din Nima Râciului, construcție 1800, monument istoric.
- Biserica de lemn din Sânmartinu de Câmpie, construcție secolul al XVII-lea, monument istoric.
- Biserica Reformată din Sânpetru de Câmpie, construcție secolul al XIV-lea, monument istoric.
- Conacul Kemény din Cămărașu, construcție sec. XVIII - XIX, monument istoric.
- Situl arheologic Cetatea Feldioara din satul omonim (așezare rurală daco-romană).
- Situl arheologic de la Budești (Hallstatt, Epoca bronzului, Cultura Coțofeni).